# Lückendorf
Lückendorf (též Luftkurort Lückendorf, v českém překladu Lázně Lückendorf) je vesnice, místní část obce Oybin v Horní Lužici v německé spolkové zemi Sasko. Nachází se v zemském okrese Zhořelec a má 594 obyvatel. Leží na severním úpatí hřebene Lužických hor při hranicích s Českou republikou. Spolu s ostatními sídly v okrese Zhořelec je Lückendorf součástí Euroregionu Nisa, dobrovolného zájmového sdružení českých, německých a polských obcí, měst a okresů. Ves se dělí na části Horní a Dolní (Oberdorf a Niederdorf). 

## Geografie
Lückendorf  leží v nadmořské výšce od 398 do 515 metrů ve východní části geomorfologického celku Lužické hory, která je na německém území označována jako Žitavské hory (německy Zittauer Gebirge). Jižní hranice katastrálního území Lückendorfu je totožná s česko-německou státní hranicí; v nadmořské výšce zhruba 400 metrů se zde nachází silniční hraniční přechod Petrovice/Lückendorf. Lückendorf  je ze všech stran obklopen vrcholy a výškovými body Lužických (Žitavských) hor o nadmořské výšce kolem 500 - 600 m. Jižně od obce se táhne hlavní hřeben Lužických hor, na jihozápadě začíná úpatí  Hvozdu, který je po Luži druhou nejvyšší horou Žitavských hor. Na severozápadě se vypíná hradba skalnatého hřebene Brandhöhe (v překladu Spálená výšina), dosahující výšky až 596 m n. m.

## Historie
Lückendorf  vznikl kolem roku 1300 jako osada pod průsmykem, který byl nejvhodnějším místem k překročení hřebene Lužických hor. Existují však důkazy, že v této lokalitě existovalo osídlení v dávnějších dobách, na místě byla například nalezena kamenná sekera, kterou archeologové datovali do let 1700 až 1500 př. n. l.

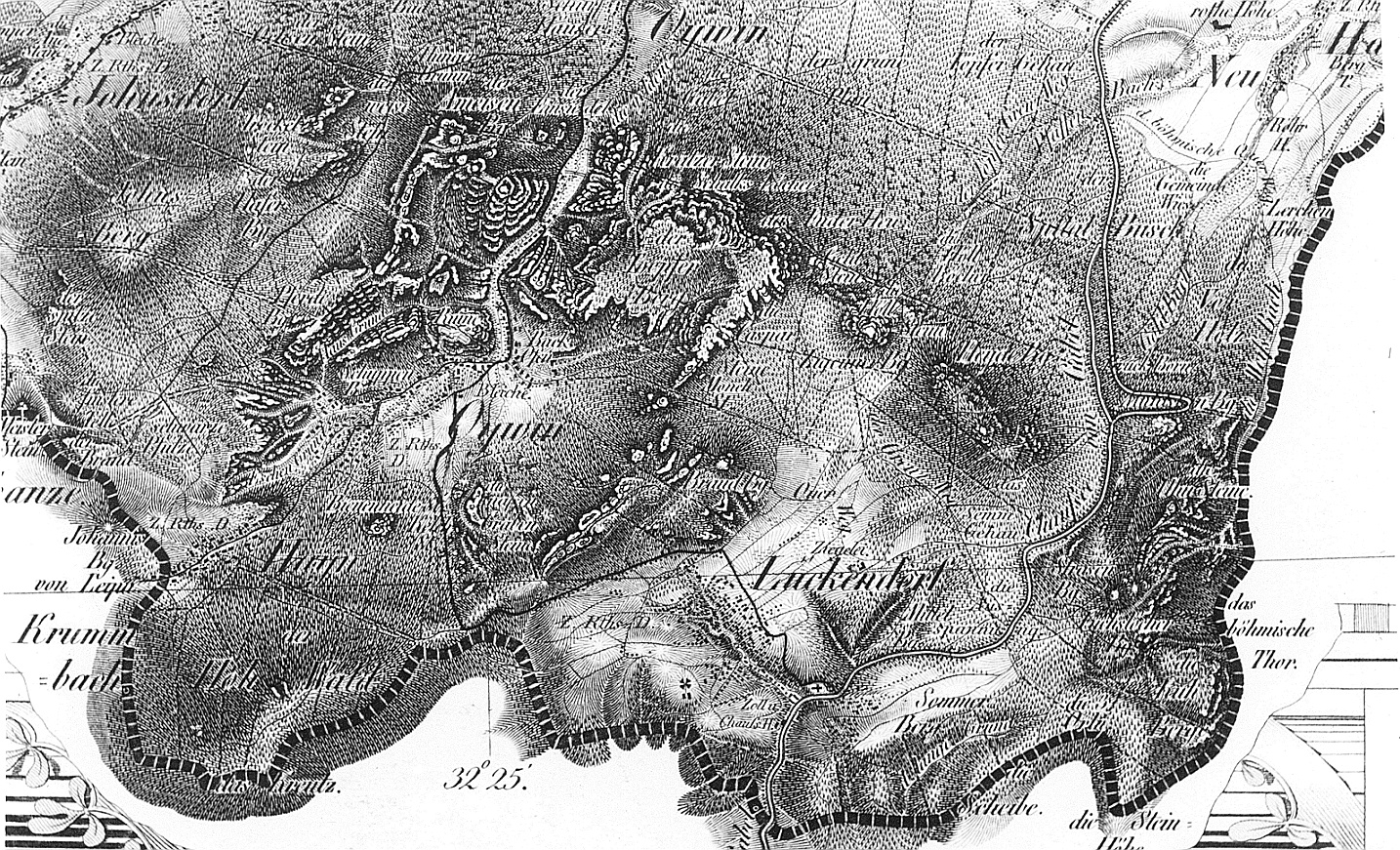
Oybin a Lückendorf na mapě z let 1844–1846

První písemná zmínka o sídle "Luckendorf villa desolata" je z roku 1369, další pak z roku 1391. Ve středověku mezi Lückendorfem a Petrovicemi překračovala hřeben Lužických hor významná obchodní stezka, která tudy vedla z Horní Lužice do Čech. 
Stezka byla známa pod jménem Gabler Straße (Jablonská cesta) podle názvu Gabel, respektive Deutsch-Gabel, německého jména města Jablonného v Podještědí. (Saský úsek silnice od hraničního přechodu u Petrovic až do centra Lückendorfu dosud nese oficiální pojmenování Gabler Straße). Po této cestě se vydalo 19. srpna 1813 do Čech i třicetitisícové francouzské vojsko, které ještě téhož večera následoval jeho nejvyšší velitel, císař Napoleon Bonaparte. Dojel až do Jablonného, kde se dozvěděl čerstvé zprávy o postupu spojeného prusko-rakousko-ruského vojska k Drážďanům, kvůli nimž se zakrátko stejnou cestou přes Petrovice a Lückendorf vrátil zpět do Lužice.

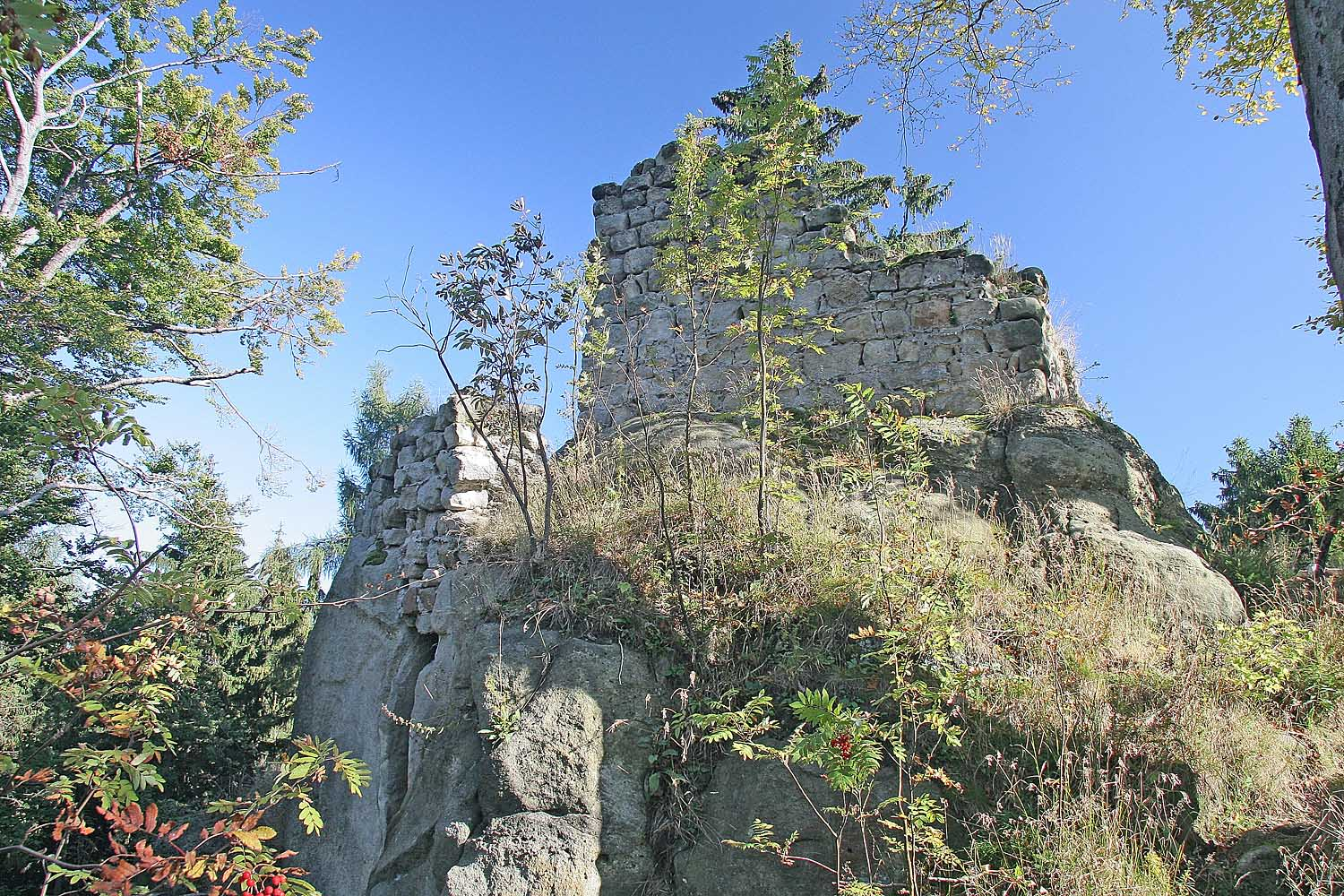
Zřícenina hradu Karlsfried východně od Lückendorfu

Výstavba železniční tratě z Žitavy do Liberce v roce 1859 způsobila, že hraniční přechod u Petrovic ztratil na významu a s ním i obec Lückendorf, která se začala postupně vylidňovat. V roce 1893 si někteří obyvatelé Drážďan pronajali několik prázdných domů ve vsi a postupně se začala zvyšovat popularita Lückendorfu jako místa se zdravým klimatem a životním prostředím, vhodným pro ozdravné pobyty. V roce 1897 zde postavil žitavský stavitel Fritsche první lázeňský dům, poté v obci vzniklo sanatorium pro pacienty s chorobami srdce a řada penzionů. V roce 1925 bylo zavedeno autobusové spojení z Žitavy do Lückendorfu. Po druhé světové válce byly místní lázeňské domy využívány jako rekreační střediska pro pracující, v roce 1971 byl Lückendorfu přiznán oficiální status rekreační obce. Po sjednocení Německa přestala být velká rekreační zařízení využívána a zůstala prázdná. V letech 1954 až 1993 byla obec součástí zemského okresu Zittau, od roku 1994 do roku 2008 pak součástí rovněž zaniklého okresu Löbau-Zittau. Do 31. prosince 1993 byl Lückendorf samostatnou obcí, která v té době měla necelých 600 obyvatel. 

## Pamětihodnosti
- Barokní kostel –  kostel s farou v dolní části vesnice, vybudovaný v letech 1690–1691 ve stylu selského baroka z kamenů ze zříceniny hradu Karlsfried
- Hrázděné a podstávkové domy  –  např. "Altes Zollhaus" (Stará celnice) a četné další

## Zajímavosti v okolí
- Hvozd – pátý nejvyšší vrchol Lužických hor s rozhlednou a horskou chatou
- Scharfenstein – skalní vrchol s vyhlídkou
- Přírodní památka Kelchsteine – skupina zajímavě tvarovaných pískovcových skal
- Töpfer – hora se skalní bránou a dalšími skalními útvary na vrcholu
- Karlsfried –  zřícenina strážního hradu, založeného v roce 1357 Karlem IV.

## Sport
Vždy v srpnu se na území obce konají automobilové závody v jízdě do vrchu Lückendorfer Bergrennen. Trasa závodu je dlouhá 4 kilometry, začíná ve vsi Eichgraben u Žitavy a končí v Lückendorfu. Celkové převýšení trasy je 209 metrů. Závod se zde uskutečnil poprvé v roce 1923. Po roce 1970 byly závody zrušeny, od roku 2000 je tradice opět obnovena. Od roku 2007 je termín konání závodu spojován s jonsdorfskými Dny veteránů (Jonsdorfer Oldtimertagen) a každoročním železničním festivalem na Žitavské úzkorozchodné dráze. 

## Galerie

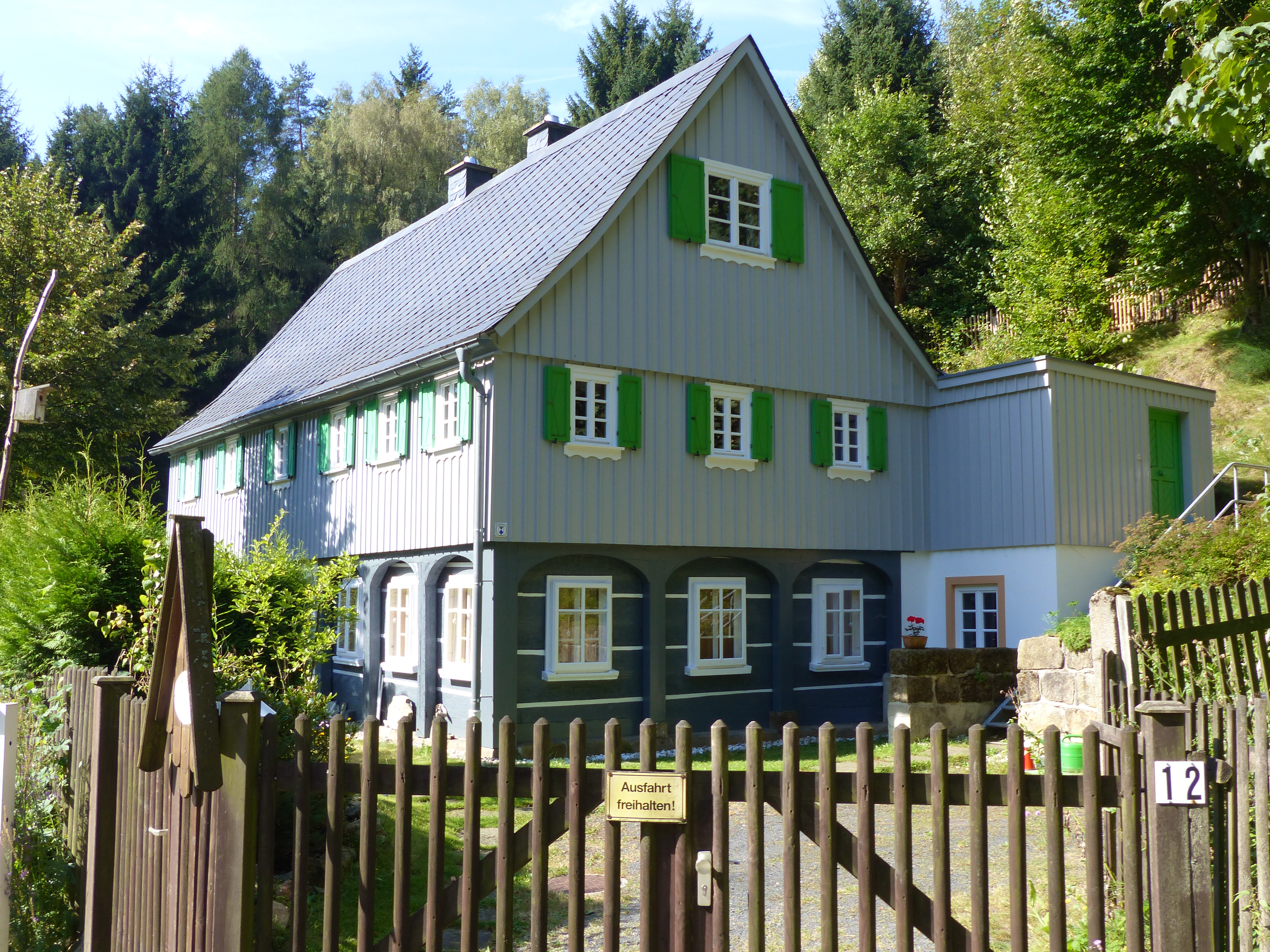
Podstávkový dům č. 12
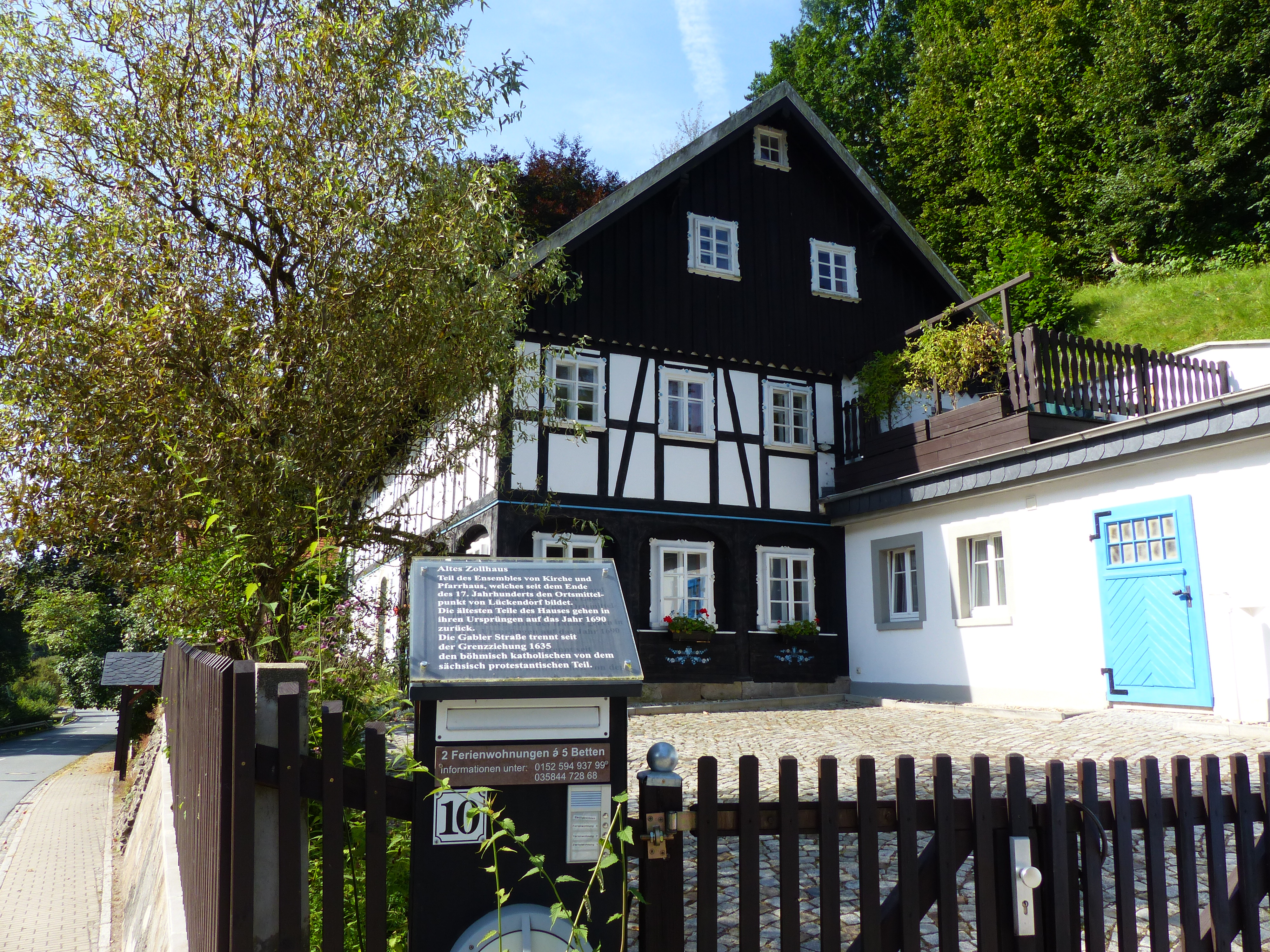
Stará celnice (Gabler Straße č. 10)
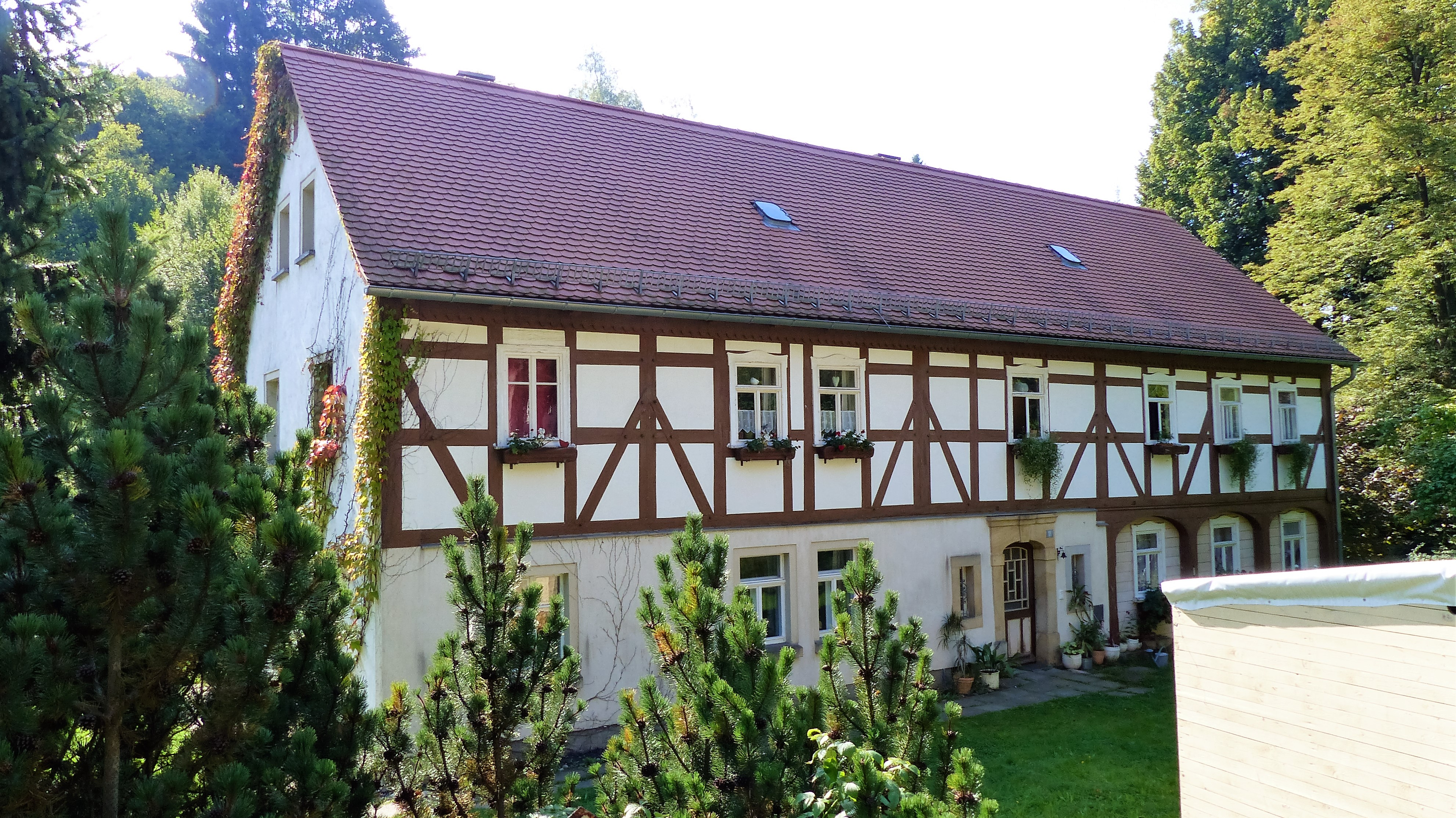
Hrázděný podstávkový dům č. 11
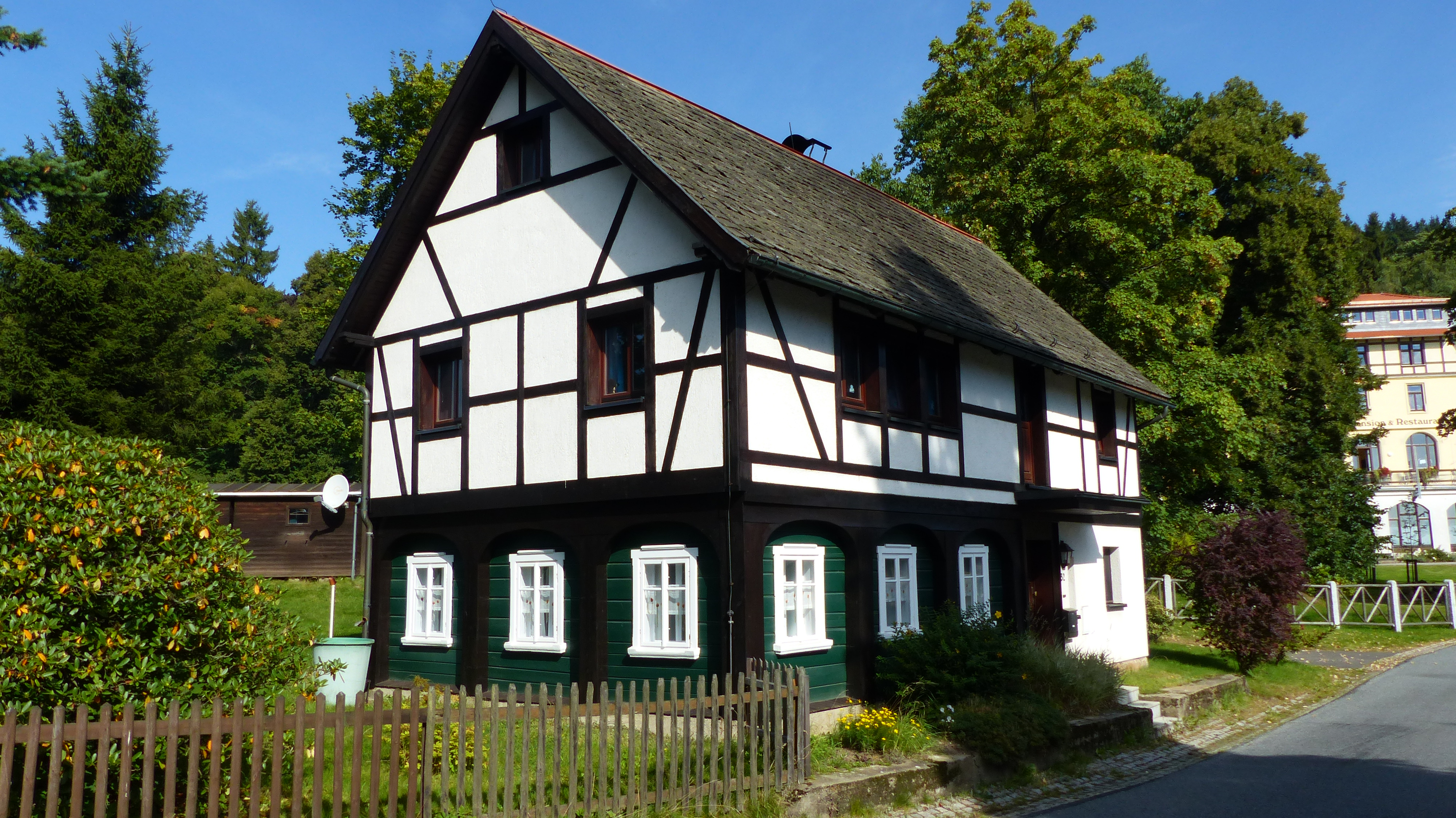
Podstávkový dům  č. 32
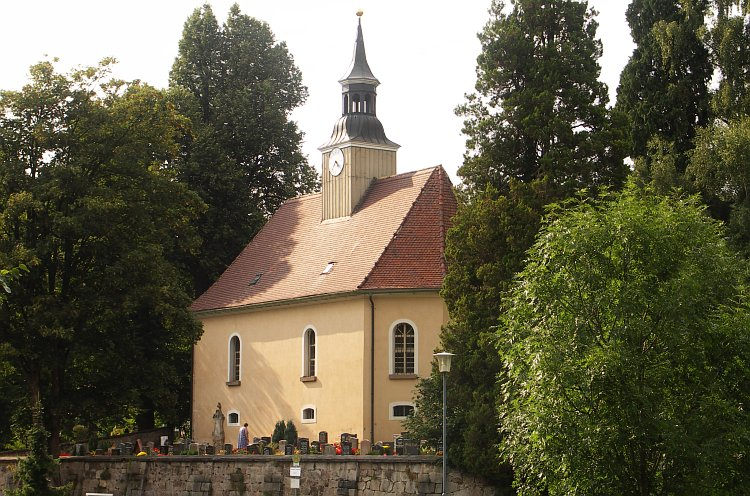
Evangelický kostel